# Hiszpania w Formule 1

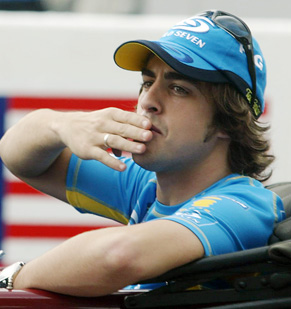
Fernando Alonso, mistrz świata Formuły 1 w latach 2005–2006

Hiszpania w najwyższej klasie sportów motorowych ma tradycje sięgające okresu przedwojennego, kiedy organizowano Grand Prix Hiszpanii, między innymi w cyklu Mistrzostw Europy, a po II wojnie światowej – w Mistrzostwach Świata Formuły 1. Ponadto mistrzem świata Formuły 1 w latach 2005–2006 był Hiszpan, Fernando Alonso.

## Kierowcy
Przed II wojną światową uprawianie sportu samochodowego w Hiszpanii było utrudnione, stąd niewielu zawodników uczestniczyło w międzynarodowych wyścigach Grand Prix. Do kierowców takich należeli m.in. bracia Enaro i Genaro Léoz-Abad czy Jose Maria de Texidor i Catasus, ale nie odnosili oni za granicą sukcesów. Przed rozpoczęciem Mistrzostw Świata Formuły 1 w 1950 roku, niektórzy kierowcy – jak Salvador Fàbregas czy Enrique Tintore – rywalizowali w wyścigach organizowanych według przepisów Formuły 1.
Pierwszym hiszpańskim kierowcą, który wziął udział w wyścigu zaliczanym do cyklu Mistrzostw Świata, był Francisco Godia, który zajął dziesiąte miejsce w Grand Prix Hiszpanii 1951; w Grand Prix tym nie wzięli ponadto udziału zgłoszeni do niego Joaquín Palacio i Juan Jover. Pierwsze punkty, a zarazem pierwsze podium zdobyte przez hiszpańskiego kierowcę stało się udziałem Alfonso de Portago, który ścigając się Ferrari D50, zajął drugie miejsce w Grand Prix Wielkiej Brytanii 1956, współdzielone z Peterem Collinsem.
W 2001 roku w Minardi zadebiutował Hiszpan Fernando Alonso. Po roku przerwy przeszedł do Renault, gdzie wywalczył pierwsze zwycięstwo na Węgrzech. W latach 2005–2006 Alonso zdobywał tytuły mistrza świata. Ponadto trzykrotnie w barwach Ferrari (2010, 2012–2013) został wicemistrzem, a raz, ścigając się dla McLarena, zajął trzecie miejsce w klasyfikacji końcowej (2007).

### Lista kierowców
Tabela nie uwzględnia tzw. kierowców piątkowych oraz kierowców, którzy nie wystartowali w żadnym ze zgłoszonych Grand Prix.

Stan po Grand Prix Abu Zabi 2018
| Sezon                         | Kierowca           | Konstruktor                                      | GP  | Zw. | Pod. | Pkt. | NU | NZ | Źródło |
| ----------------------------- | ------------------ | ------------------------------------------------ | --- | --- | ---- | ---- | -- | -- | ------ |
| 1951 1954 1956–1958           | Francisco Godia    | Maserati                                         | 14  | 0   | 0    | 6    | 5  | 1  | [ 10 ] |
| 1951                          | Juan Jover         | Maserati                                         | 1   | 0   | 0    | 0    | 0  | 0  | [ 11 ] |
| 1956–1957                     | Alfonso de Portago | Ferrari                                          | 5   | 0   | 1    | 4    | 3  | 0  | [ 10 ] |
| 1960                          | Antonio Creus      | Maserati                                         | 1   | 0   | 0    | 0    | 0  | 0  | [ 12 ] |
| 1970–1972                     | Alex Soler-Roig    | Lotus, March, BRM                                | 10  | 0   | 0    | 0    | 6  | 4  | [ 13 ] |
| 1976                          | Emilio Zapico      | Williams                                         | 1   | 0   | 0    | 0    | 0  | 1  | [ 14 ] |
| 1976–1978 1981–1982           | Emilio de Villota  | Brabham, McLaren, Williams, March                | 16  | 0   | 0    | 0    | 2  | 11 | [ 15 ] |
| 1987–1988                     | Adrián Campos      | Minardi                                          | 21  | 0   | 0    | 0    | 14 | 4  | [ 16 ] |
| 1988–1989                     | Luis Pérez-Sala    | Minardi                                          | 32  | 0   | 0    | 1    | 14 | 6  | [ 17 ] |
| 1999–2002 2005–2006 2010–2012 | Pedro de la Rosa   | Arrows, Jaguar, McLaren, BMW Sauber, Sauber, HRT | 107 | 0   | 1    | 35   | 49 | 1  | [ 18 ] |
| 1999–2000 2003–2004           | Marc Gené          | Minardi, Williams                                | 36  | 0   | 0    | 5    | 14 | 0  | [ 19 ] |
| 2001 2003–2018                | Fernando Alonso    | Minardi, Renault, McLaren, Ferrari               | 314 | 32  | 97   | 1899 | 62 | 0  | [ 9 ]  |
| 2009–2011                     | Jaime Alguersuari  | Toro Rosso                                       | 46  | 0   | 0    | 0    | 11 | 0  | [ 20 ] |
| 2015–                         | Carlos Sainz Jr.   | Toro Rosso, Renault, McLaren                     | 81  | 0   | 2    | 171  | 21 | 0  | [ 21 ] |
| 2015                          | Roberto Merhi      | Marussia                                         | 14  | 0   | 0    | 0    | 1  | 0  | [ 22 ] |

## Konstruktorzy
W Grand Prix Hiszpanii 1954 planowany był start Pegaso. Konstruktor ten otrzymał zgodę na start i zamierzał wystawić oparty na Alfie Romeo 512 model Pegaso Z-105, napędzany silnikiem o pojemności 2,5 litra. Samochód nie został jednak zbudowany.
W roku 1993 planowany był debiut hiszpańskiego zespołu Bravo. Był to zespół założony przez Jeana-Pierre'a Mosnier'a, który planował użyć opartego na Modzie S921 samochodu Bravo S931-Judd i zatrudnić w charakterze kierowców Nicolę Lariniego i Jordiego Gené. Po śmierci Mosnier'a zespół został rozwiązany.
Jedynym hiszpańskim konstruktorem, który wystartował w Grand Prix Formuły 1, jest HRT. Powstałe na podstawie zespołu Campos Meta, a założone przez José Ramona Carabante HRT, startowało w Formule 1 w latach 2010–2012. Konstruktor wystartował w 58 Grand Prix, nie zdobywając ani jednego punktu. Najlepszą pozycją HRT było trzynaste miejsce, zajęte przez Vitantonio Liuzziego w Grand Prix Kanady 2011.
| Sezon     | Konstruktor | Silnik   | Kierowcy | Zgł. | GP | Zw. | Pod. | Pkt. | NU | NZ | Źródło |
| --------- | ----------- | -------- | --- | ---- | -- | --- | ---- | ---- | -- | -- | ------ |
| 2010–2012 | HRT         | Cosworth | Karun Chandhok, Bruno Senna, Sakon Yamamoto, Christian Klien, Narain Karthikeyan, Vitantonio Liuzzi, Daniel Ricciardo, Pedro de la Rosa | 116  | 58 | 0   | 0    | 0    | 11 | 4  | [ 25 ] |

## Wyścigi
Początek organizacji wyścigów samochodowych w Hiszpanii sięga 1908 roku, kiedy organizowano Puchar Katalonii w Sitges. Pierwsze Grand Prix Hiszpanii zorganizowano w 1913 roku według przepisów samochodów turystycznych, na 300-kilometrowym torze ulicznym w Guadarramie. Od 1926 roku Grand Prix Hiszpanii było organizowane na torze Circuito Lasarte. Rok później Grand Prix Hiszpanii stało się eliminacją Mistrzostw Świata Konstruktorów. W 1935 roku Grand Prix Hiszpanii włączono do Mistrzostw Europy.
Od 1946 roku organizowano Grand Prix Penya Rhin na torze Pedralbes. W 1951 po raz pierwszy zorganizowano na tym torze Grand Prix Hiszpanii. W latach 60. i 70. organizacji wyścigu podejmowały się naprzemiennie tory Jarama oraz Montjuïc. W 1985 nowym torem, goszczącym Grand Prix Hiszpanii, został Jerez. Kiedy Barcelonie przyznano prawo organizacji igrzysk olimpijskich w 1992 roku, dokonano inwestycji w regionie. Na fali tego zbudowano tor Circuit de Catalunya, organizujący Grand Prix Hiszpanii od 1991 roku.
Najczęstszym zwycięzcą Grand Prix Hiszpanii jest Michael Schumacher (sześć razy).
W latach 2008–2012 organizowano ponadto Grand Prix Europy na torze Valencia Street Circuit. Ponadto Grand Prix San Sebastián w 1926 otrzymało honorowe miano Grand Prix Europy.

### Zwycięzcy Grand Prix Hiszpanii
Na różowym tle eliminacje niewliczane do Mistrzostw Świata Formuły 1.
| Sezon | Kierowca              | Konstruktor        | Tor             | Wyniki |
| ----- | --------------------- | ------------------ | --------------- | ------ |
| 2019  | Lewis Hamilton        | Mercedes           | Barcelona       | Wyniki |
| 2018  | Lewis Hamilton        | Mercedes           | Barcelona       | Wyniki |
| 2017  | Lewis Hamilton        | Mercedes           | Barcelona       | Wyniki |
| 2016  | Max Verstappen        | Red Bull-TAG Heuer | Barcelona       | Wyniki |
| 2015  | Nico Rosberg          | Mercedes           | Barcelona       | Wyniki |
| 2014  | Lewis Hamilton        | Mercedes           | Barcelona       | Wyniki |
| 2013  | Fernando Alonso       | Ferrari            | Barcelona       | Wyniki |
| 2012  | Pastor Maldonado      | Williams-Renault   | Barcelona       | Wyniki |
| 2011  | Sebastian Vettel      | Red Bull-Renault   | Barcelona       | Wyniki |
| 2010  | Mark Webber           | Red Bull-Renault   | Barcelona       | Wyniki |
| 2009  | Jenson Button         | Brawn-Mercedes     | Barcelona       | Wyniki |
| 2008  | Kimi Räikkönen        | Ferrari            | Barcelona       | Wyniki |
| 2007  | Felipe Massa          | Ferrari            | Barcelona       | Wyniki |
| 2006  | Fernando Alonso       | Renault            | Barcelona       | Wyniki |
| 2005  | Kimi Räikkönen        | McLaren-Mercedes   | Barcelona       | Wyniki |
| 2004  | Michael Schumacher    | Ferrari            | Barcelona       | Wyniki |
| 2003  | Michael Schumacher    | Ferrari            | Barcelona       | Wyniki |
| 2002  | Michael Schumacher    | Ferrari            | Barcelona       | Wyniki |
| 2001  | Michael Schumacher    | Ferrari            | Barcelona       | Wyniki |
| 2000  | Mika Häkkinen         | McLaren-Mercedes   | Barcelona       | Wyniki |
| 1999  | Mika Häkkinen         | McLaren-Mercedes   | Barcelona       | Wyniki |
| 1998  | Mika Häkkinen         | McLaren-Mercedes   | Barcelona       | Wyniki |
| 1997  | Jacques Villeneuve    | Williams-Renault   | Barcelona       | Wyniki |
| 1996  | Michael Schumacher    | Ferrari            | Barcelona       | Wyniki |
| 1995  | Michael Schumacher    | Benetton-Renault   | Barcelona       | Wyniki |
| 1994  | Damon Hill            | Williams-Renault   | Barcelona       | Wyniki |
| 1993  | Alain Prost           | Williams-Renault   | Barcelona       | Wyniki |
| 1992  | Nigel Mansell         | Williams-Renault   | Barcelona       | Wyniki |
| 1991  | Nigel Mansell         | Williams-Renault   | Barcelona       | Wyniki |
| 1990  | Alain Prost           | Ferrari            | Jerez           | Wyniki |
| 1989  | Ayrton Senna          | McLaren-Honda      | Jerez           | Wyniki |
| 1988  | Alain Prost           | McLaren-Honda      | Jerez           | Wyniki |
| 1987  | Nigel Mansell         | Williams-Honda     | Jerez           | Wyniki |
| 1986  | Ayrton Senna          | Lotus-Renault      | Jerez           | Wyniki |
| 1981  | Gilles Villeneuve     | Ferrari            | Jarama          | Wyniki |
| 1980  | Alan Jones            | Williams-Ford      | Jarama          | Wyniki |
| 1979  | Patrick Depailler     | Ligier-Ford        | Jarama          | Wyniki |
| 1978  | Mario Andretti        | Lotus-Ford         | Jarama          | Wyniki |
| 1977  | Mario Andretti        | Lotus-Ford         | Jarama          | Wyniki |
| 1976  | James Hunt            | McLaren-Ford       | Jarama          | Wyniki |
| 1975  | Jochen Mass           | McLaren-Ford       | Montjuïc        | Wyniki |
| 1974  | Niki Lauda            | Ferrari            | Jarama          | Wyniki |
| 1973  | Emerson Fittipaldi    | Lotus-Ford         | Montjuïc        | Wyniki |
| 1972  | Emerson Fittipaldi    | Lotus-Ford         | Jarama          | Wyniki |
| 1971  | Jackie Stewart        | Tyrrell-Ford       | Montjuïc        | Wyniki |
| 1970  | Jackie Stewart        | March-Ford         | Jarama          | Wyniki |
| 1969  | Jackie Stewart        | Matra-Ford         | Montjuïc        | Wyniki |
| 1968  | Graham Hill           | Lotus-Ford         | Jarama          | Wyniki |
| 1967  | Jim Clark             | Lotus-Ford         | Jarama          | Wyniki |
| 1954  | Mike Hawthorn         | Ferrari            | Pedralbes       | Wyniki |
| 1951  | Juan Manuel Fangio    | Alfa Romeo         | Pedralbes       | Wyniki |
| 1935  | Rudolf Caracciola     | Mercedes-Benz      | Lasarte         | Wyniki |
| 1934  | Luigi Fagioli         | Mercedes-Benz      | Lasarte         | Wyniki |
| 1933  | Louis Chiron          | Alfa Romeo         | Lasarte         | Wyniki |
| 1930  | Achille Varzi         | Maserati           | Lasarte         | Wyniki |
| 1929  | Louis Chiron          | Bugatti            | Lasarte         | Wyniki |
| 1928  | Louis Chiron          | Bugatti            | Lasarte         | Wyniki |
| 1927  | Robert Benoist        | Delage             | Lasarte         | Wyniki |
| 1926  | Bartolomeo Costantini | Bugatti            | Lasarte         | Wyniki |
| 1923  | Albert Divo           | Sunbeam            | Sitges-Terramar | Wyniki |
| 1913  | Carlos de Salamanca   | Rolls-Royce        | Guadarrama      | Wyniki |

### Zwycięzcy Grand Prix Europy
Na różowym tle eliminacje niewliczane do Mistrzostw Świata Formuły 1.
| Sezon | Kierowca           | Konstruktor      | Tor      | Wyniki |
| ----- | ------------------ | ---------------- | -------- | ------ |
| 2012  | Fernando Alonso    | Ferrari          | Valencia | Wyniki |
| 2011  | Sebastian Vettel   | Red Bull-Renault | Valencia | Wyniki |
| 2010  | Sebastian Vettel   | Red Bull-Renault | Valencia | Wyniki |
| 2009  | Rubens Barrichello | Brawn-Mercedes   | Valencia | Wyniki |
| 2008  | Felipe Massa       | Ferrari          | Valencia | Wyniki |
| 1926  | Jules Goux         | Bugatti          | Lasarte  | Wyniki |